# Велика війна: Прориви
Велика війна: Прориви (англ. The Great War: Breakthroughs) — третя й остання частина трилогії про Велику війну в серії романів про альтернативну історію «Південної перемоги» Гаррі Тертлдава. Сюжет повідомляє про події 1917 року.

## Короткий зміст сюжету
1917 рік, Велика війна виявилася дуже дорогою як для Сполучених Штатів, так і для Конфедерації. Після, здавалося б, нескінченного пата, який був у перші два роки війни, США починають повільно брати перевагу, доводячи, що здатні створювати та виставляти бронетехнічні сили швидше та в більшій кількості, ніж КША. Їхня мобільний «бочковий» (танковий) наступ виявився вирішальним, оскільки слабкі лінії Конфедерації не в змозі протистояти просуванню генерала Джорджа Армстронга Кастера до Нешвілла, Теннессі. На сході США нарешті змогли звільнити Вашингтон, округ Колумбія, від сил Конфедерації, хоча при цьому зрівняли більшу частину міста.
Війна в Європі добігає кінця, на рік раніше, ніж на нашій шкалі часу, оскільки Росія ослаблена повстаннями військовослужбовців і робітників (що призвело до зречення Миколи II, як на нашій шкалі часу, хоча російська історія розходиться в серії після цього моменту), французькі солдати піднімають повстання (згодом це призвело до повалення Третьої Французької Республіки та встановлення нової монархії під проводом короля Карла XI до 1930 року). Сполучене Королівство відрізано від важливих поставок продовольства з Аргентини після того, як Бразилія відмовилася від нейтралітету, якого дотримувалася з початку війни, і вступила в союзники з Чилі та Парагваєм для нападу на Аргентину.
До кінця липня 1917 року КША перебувають в такому жахливому стані, що країна змушена просити США про перемир'я. Для конфедератів поразка є гіркою та дорогою, оскільки Сполучені Штати наклали на Південь каральні умови, аналогічні Версальському договору нашої історії, — який США вважають давно назрілою розплатою за своє приниження у Другій мексиканській війні та у війні сецесії перед тим. Кентуккі знову прийнято до США, а Секвоя (наша Оклахома) окупована. Крім того, західна частина Техасу стає новим американським штатом Г'юстон зі столицею в Лаббоку, північно-східна частина Арканзасу приєднується до Міссурі, частина північно-західної Сонори додається до Нью-Мексико (куди також входить уся сучасна Аризона), і всі округи Вірджинії на північ від річки Раппаганнок були приєднані до Західної Вірджинії. Північна частина штату Мен, яку США втратили Нью-Брансвіку після Другої мексиканської війни, повертається. Квебек стає незалежною державою, а також союзником/маріонетковою державою США. Британська імперія також змушена поступитися США рештою Канади та домініоном Ньюфаундленд, які перебувають під військовою окупацією. Британська імперія також змушена віддати США Сандвічеві (Гавайські), Багамські та Бермудські острови.
Німеччина виграє війну в Європі, і правління кайзера Вільгельма II зберігається, як і Османська та Австро-Угорська імперії. Бельгія залишається окупованою в мирний час для масштабної реконструкції, Ельзас-Лотарингія залишається територією Німеччини, а Велика Британія змушена визнати Ірландську Республіку, включаючи Північну Ірландію, чиї «помаранчеві» протестанти періодично повстають проти ірландського панування.
Цар Михайло II не відмовляється від корони, як це було в нашій історії, але після закінчення війни згуртовує монархістів, щоб придушити всі повстання, тому Жовтневої революції ніколи не відбувається, а династія Романових зберігається. Польщу та Україну відбирають від Росії та перетворюють на окремі королівства під опікою Німеччини. Проте, Росія зберігає Фінляндію як провінцію.
Італія зберігала нейтралітет протягом усієї війни, і пізніші томи ясно показують, що Беніто Муссоліні залишається маловідомим політиком, який ніколи не обіймає високі посади.
Один капітан підводного човна Конфедерації, на ім'я Роджер Кімбол скоює воєнний злочин, коли торпедує та топить есмінець США після того, як перемир'я вступило в силу, інцидент незабаром став сумно відомим у післявоєнній політиці.

## Рецензії
Джекі Кассада у своїй рецензії для Library Journal сказала, що «великий майстер альтернативної історії демонструє своє глибоке знання американської історії, а також свою гостру уяву, коли він малює яскравий портрет минулого, яке могло бути». Publishers Weekly сказав, що «хоча сама по собі ця епічна історія є повною та майстерно виконаною, вона залишає достатньо ниток сюжету, щоб вимагати четвертого роману, щоб їх зв'язати». Дон Д'Аммаса, рецензент для Science Fiction Chronicle, сказав, що в цьому романі «автор більше зосереджується на вигаданих персонажах, втягнутих у конфлікт, і хоча це, можливо, не дає стільки кумедних змін історичних фактів, це робить історію набагато кращою. Шанувальники альтернативної історії, військової фантастики та захоплюючих пригодницьких романів повинні знайти цю книгу цікавою».